# Семполенський повіт
Семполенський повіт (пол. powiat sępoleński) — один з 19 земських повітів Куявсько-Поморського воєводства Польщі.
Утворений 1 січня 1999 року в результаті адміністративної реформи.

## Загальні дані
Повіт знаходиться у північно-західній частині воєводства.
Адміністративний центр — місто Семпульно-Краєнське.
Станом на 1.01.2008 населення становить 40 990 осіб, площа 791,09 км².

## Демографія
Демографічні дані повіту станом на 30.06.2005:
|       | Всього | Всього | Жінки  | Жінки | Чоловіки | Чоловіки |
| ----- | ------ | ------ | ------ | ----- | -------- | -------- |
|       | осіб   | %      | осіб   | %     | осіб     | %        |
| Повіт | 40 843 | 100    | 20 599 | 50,4  | 20 244   | 49,6     |
| Міста | 17 251 | 100    | 8989   | 52,1  | 8262     | 47,9     |
| Села  | 23 592 | 100    | 11 610 | 49,2  | 11 982   | 50,8     |